# 埼玉県道118号北浦和停車場線

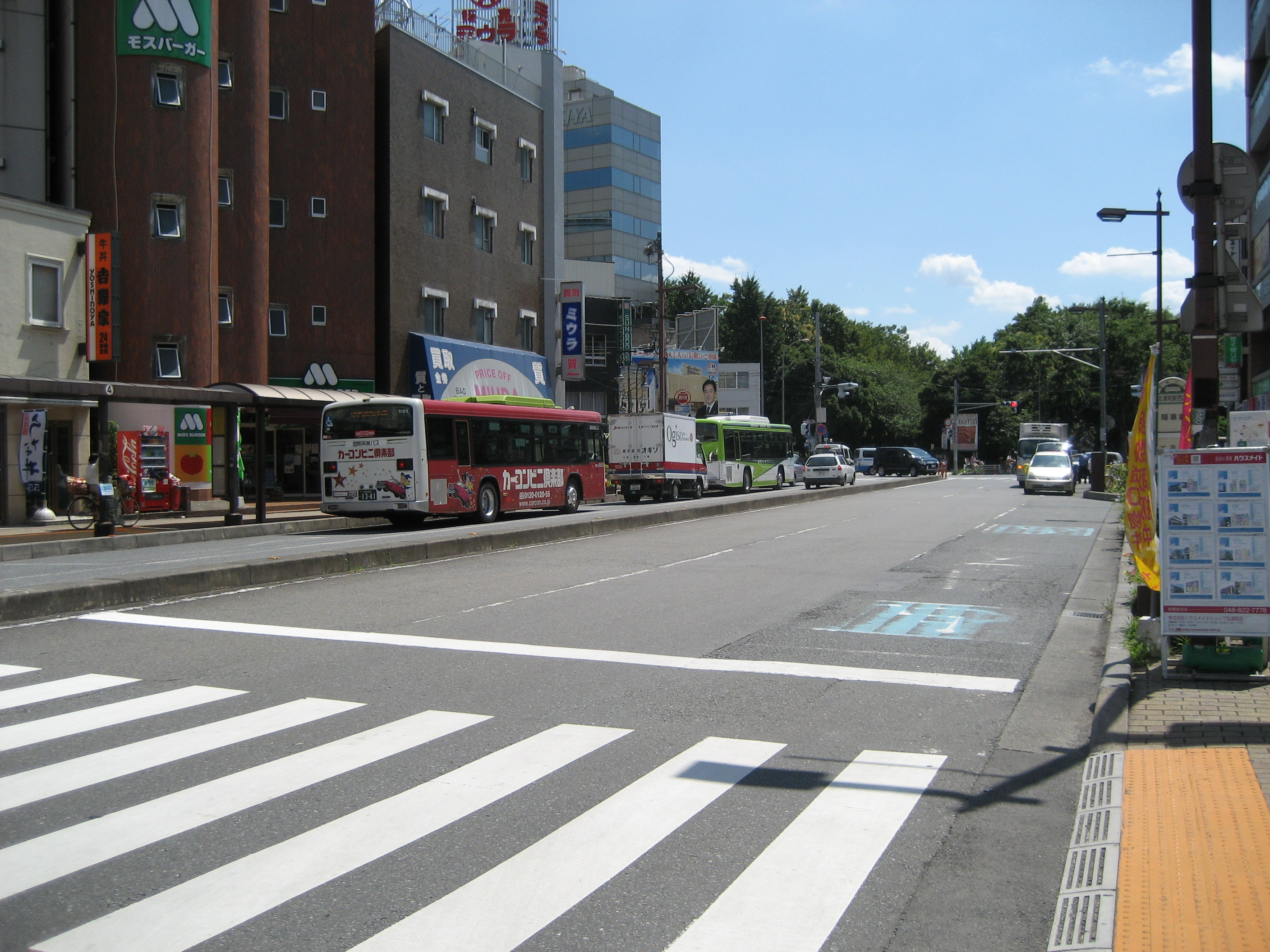
北浦和駅西口付近

埼玉県道118号北浦和停車場線（さいたまけんどう118ごう きたうらわていしゃじょうせん）は、JR北浦和駅西口から国道17号北浦和駅入口交差点に至る片側2車線の県道である。

## 概要
駅前通りであるため北浦和駅バス停やタクシーのりば、駅前ロータリーが付随する。起点から終点までの距離はわずかで、駅から全線を見通せる。

## 交差する路線

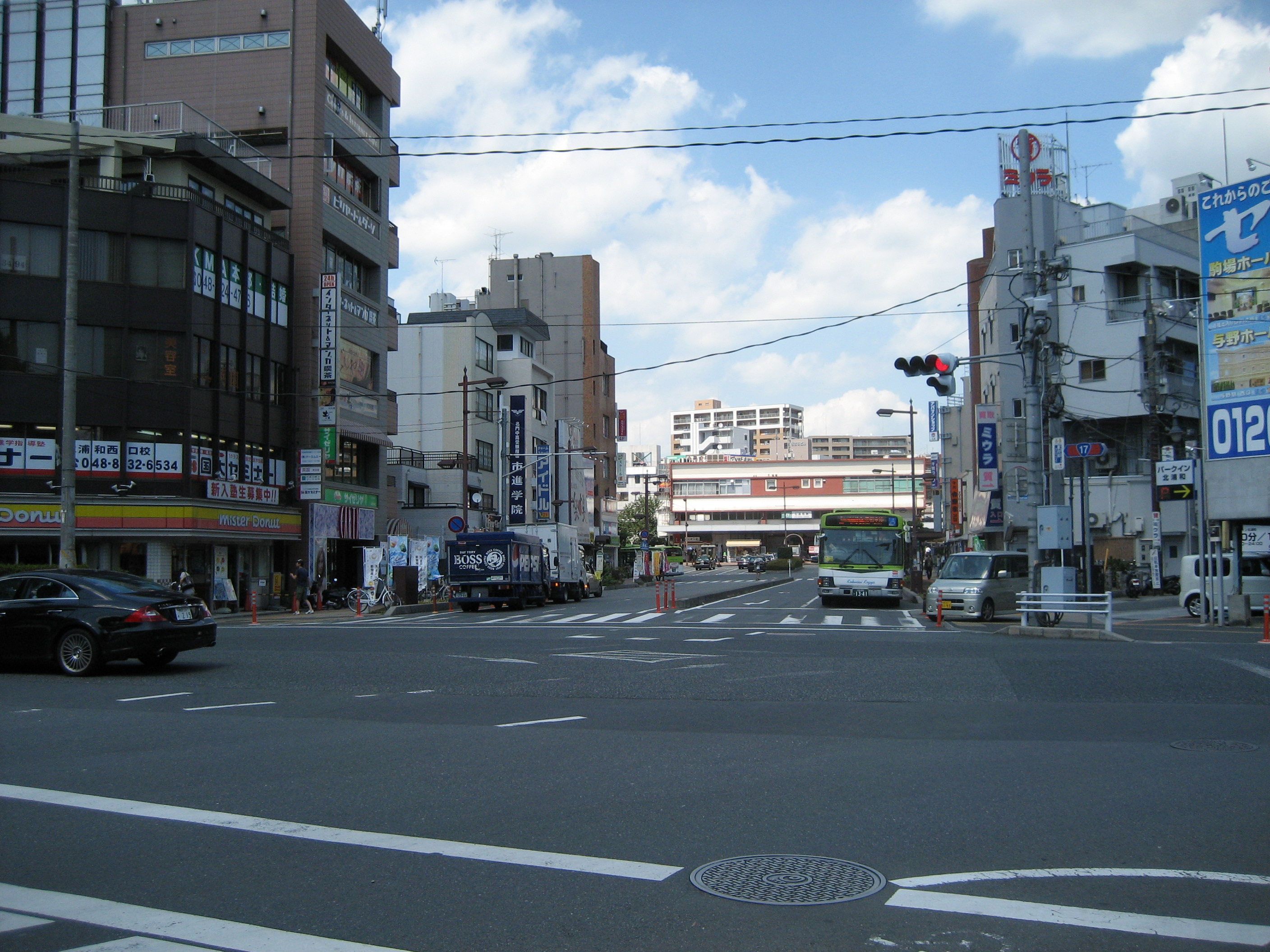
国道17号線との交差点付近

- 国道17号（中山道、さいたま市浦和区）
- 国道463号（さいたま市浦和区）

## 周辺
- 埼玉メディカルセンター
- 北浦和公園
- 浦和北公園
- 埼玉県立近代美術館